# Симарин, Анатолий Алексеевич
Анатолий Алексеевич Симарин (1936—1991) — советский конструктор оружия. Один из авторов пистолета ПСМ.
Родился в деревне Красное Плавского района Тульской области в семье сельского учителя.
Окончил Яснополянскую среднюю школу (1954) и Тульский механический институт (1959).
Работал в тульском ЦКИБ СОО.
Основные разработки, в которых принимал участие:
- пороховой строительно-монтажный пистолет СМП-З (за него награждён бронзовой медалью ВДНХ).
- пистолет ПСМ (совместно с Т. И. Лашневым и Л. Л. Куликовым). Принят на вооружение КГБ СССР и МВД СССР в 1974 году.